# 토요타 벨타
토요타 벨타는 일본의 자동차 제조사인 토요타 자동차에서 2005년부터 2012년까지 판매한 소형차이다. 해외에서는 야리스 세단 및 바이오스로 판매되었으며, 일부 시장에는 2016년까지 수출되었다.

## 상세

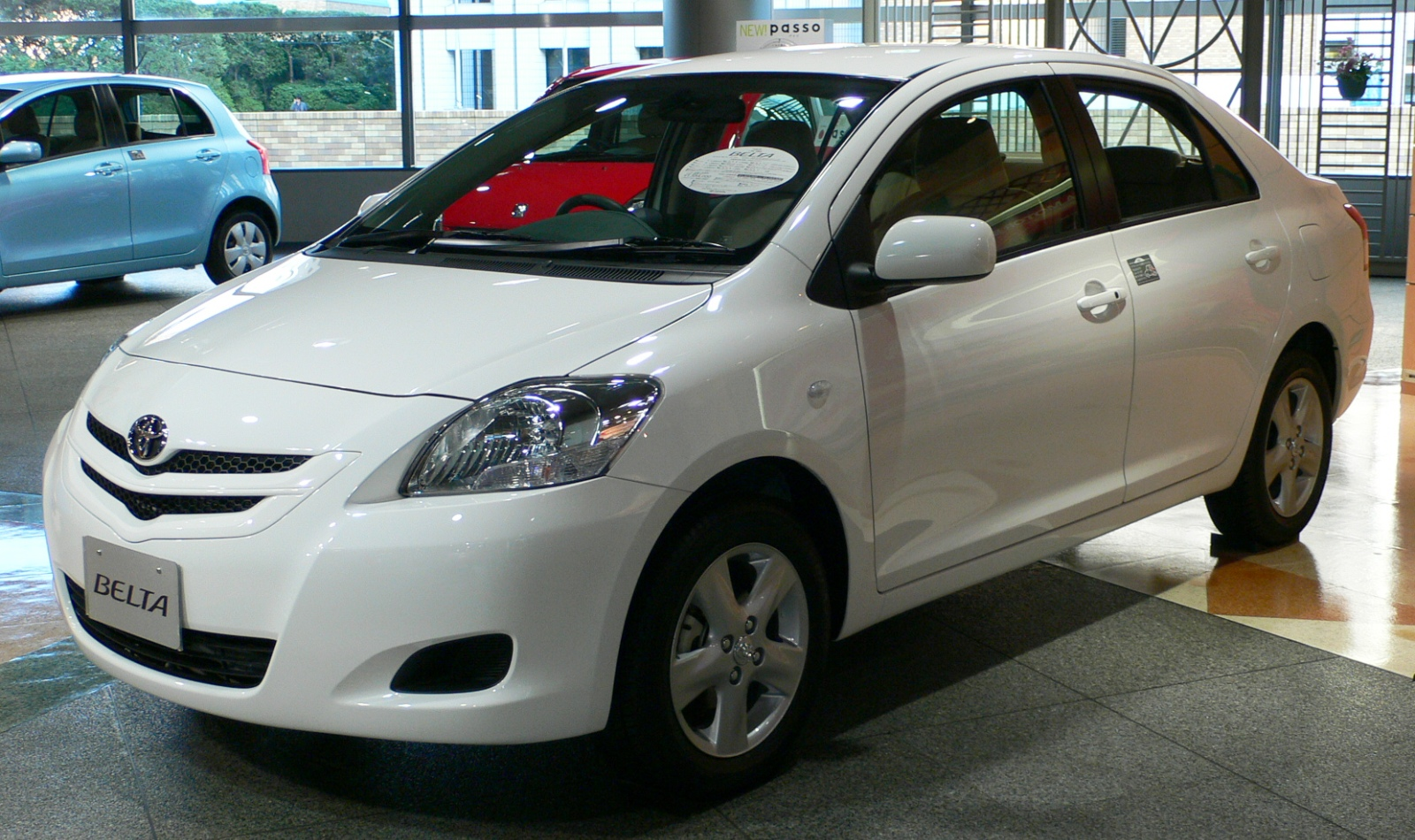
벨타 전기형 전면부

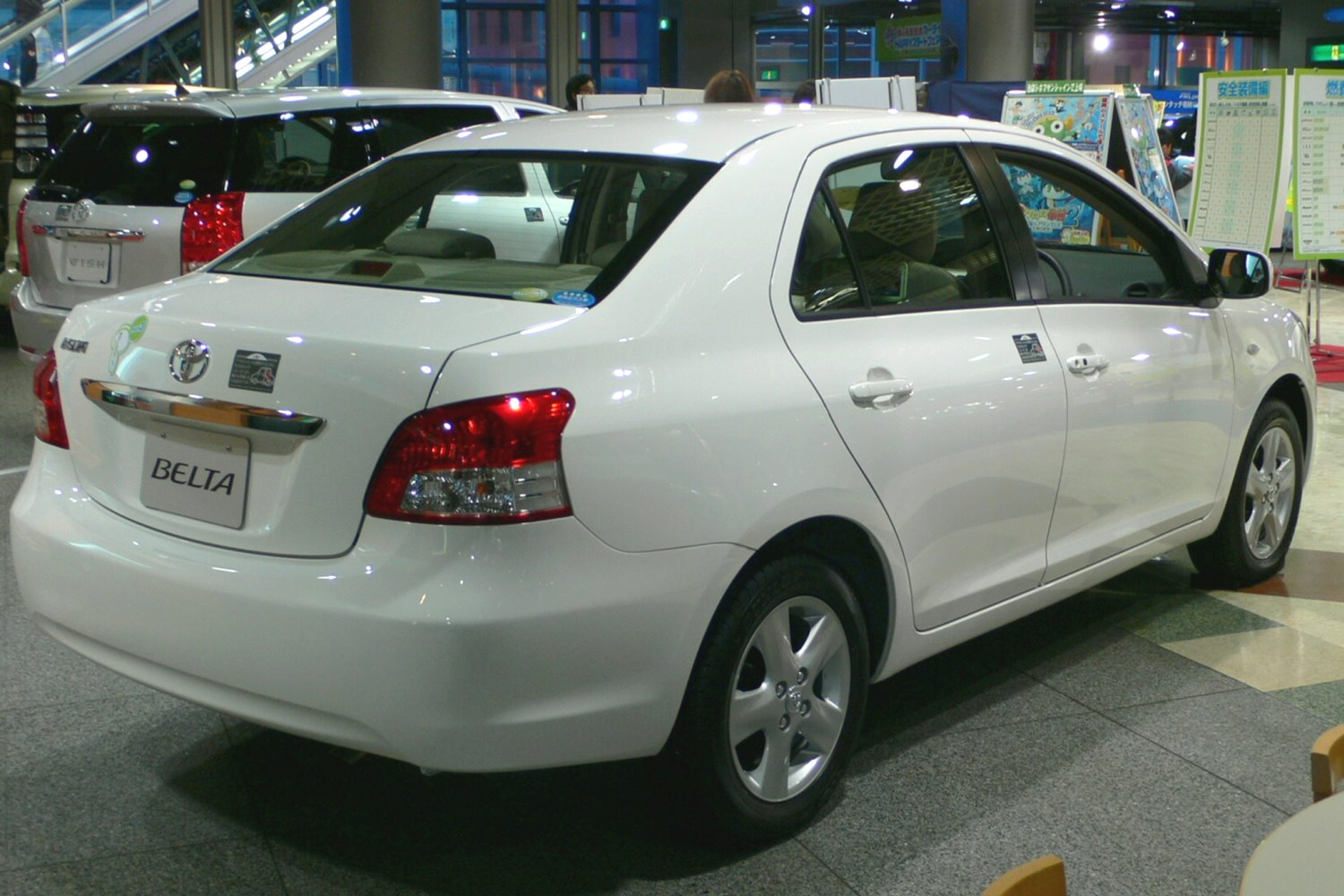
벨타 전기형 후면부

2005년 11월 28일에 플라츠의 후속 차종으로 출시되었다. 2세대 비츠를 기반으로 개발되었고, 차체는 9세대 코롤라보다 더 커졌고 휠베이스는 락티스만큼 길어졌다. 아메리카와 오세아니아 시장에서는 야리스 세단으로 판매되었고, 중국과 동남아시아에서는 바이오스로 판매되었다. 2006년 10월 1일에는 굿 디자인 상을 수상했으며, 미야기현에서 경찰차로 도입하기도 하였다. 2008년 8월 25일에 마이너체인지를 거쳤으며, 2012년 6월 30일에 코롤라 악시오와 통합되면서 단종되었다.

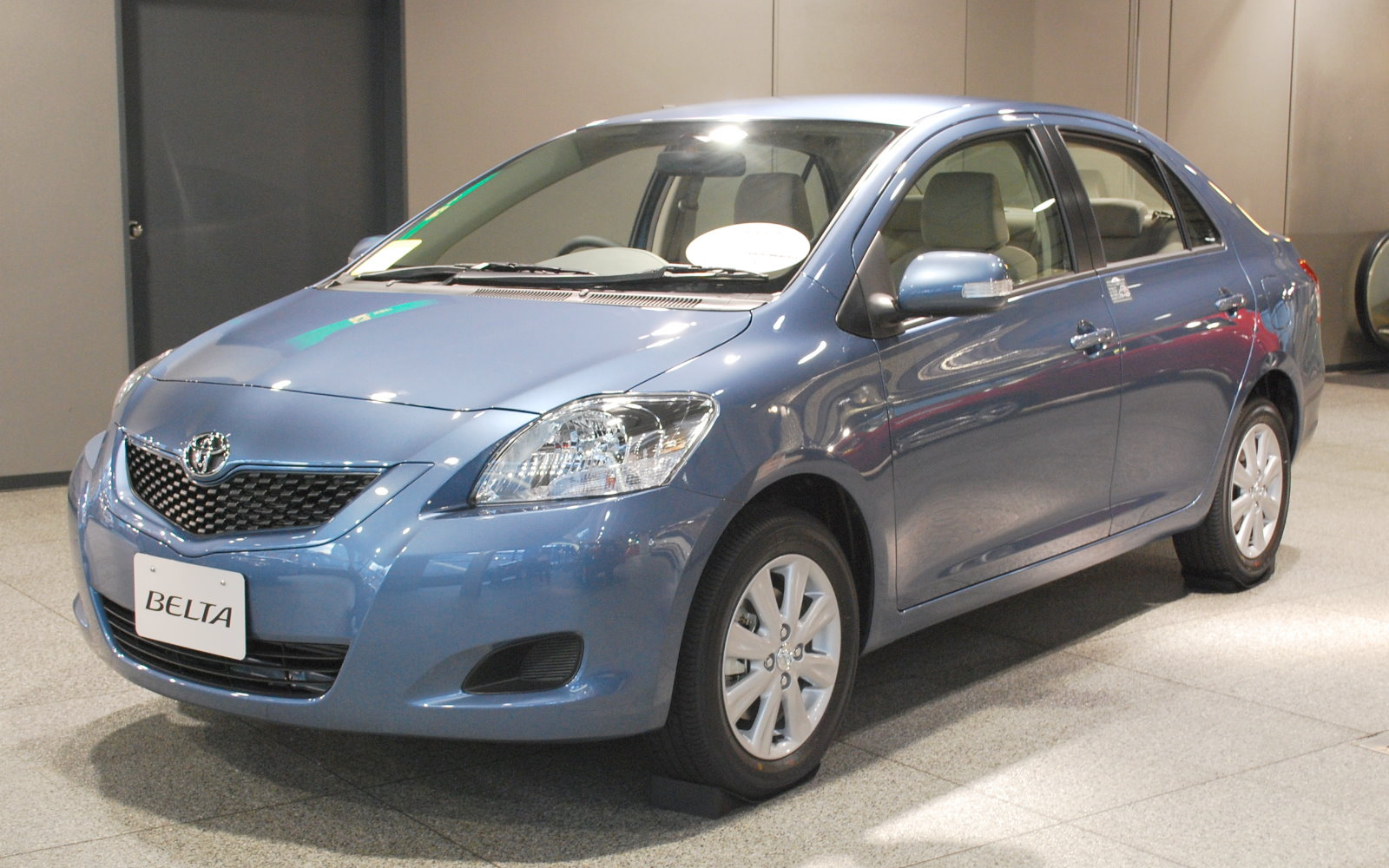
벨타 후기형 전면부
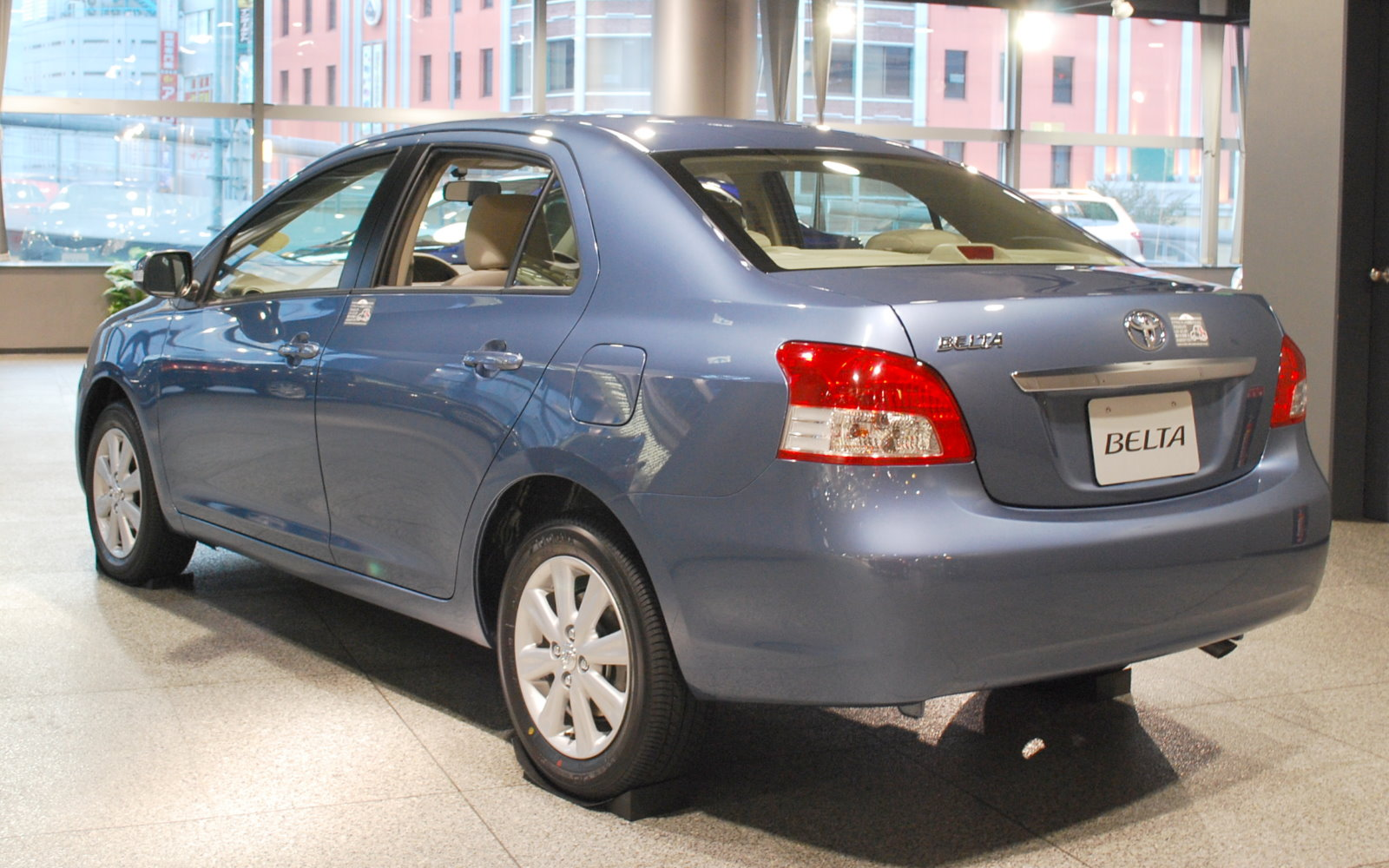
벨타 후기형 후면부

## 경쟁 차종
- 혼다 - 피트 아리아
- 닛산 - 티다